# Drozdowo (powiat gryficki)
Drozdowo – wieś sołecka w Polsce, położona w województwie zachodniopomorskim, w powiecie gryfickim, w gminie Karnice.
| SIMC    | Nazwa     | Rodzaj     |
| ------- | --------- | ---------- |
| 0777355 | Drozdówko | przysiółek |

W latach 1946–1998 wieś administracyjnie należała do województwa szczecińskiego.
Według danych pod koniec 2004 roku wieś miała 73 mieszkańców.